# Trujillo (Espagne)
Pour les articles homonymes, voir Trujillo et Truxillo.
Trujillo est une commune de la province de Cáceres en Espagne, à 47 km à l'est de Cáceres, avec laquelle elle communique par la route nationale 521.
Trujillo est célèbre pour être la ville de naissance de conquistadors espagnols tel Francisco Pizarro, conquérant de l'Empire inca au XVIe siècle.

## Histoire
La ville compte une alcazaba construite entre le IXe et le XIIe siècle, ainsi qu'une enceinte fortifiée construite par les musulmans au Xe siècle.
Alain Delon y a tourné le film La Tulipe noire en 1963[réf. souhaitée].
Ces monuments ont servi de décor pour la saison 7 de Game of Thrones. En effet, l'Alcazaba se trouve être, dans la série, la demeure de la famille Lannister, Castral Roc.

## Géographie
Superficie de la commune : 655 km2.

## Patrimoine
- Arènes de Trujillo
- Château de Trujillo
- Palacio de la Conquista
- Église Saint-François
- Église Saint-Marie la Majeure

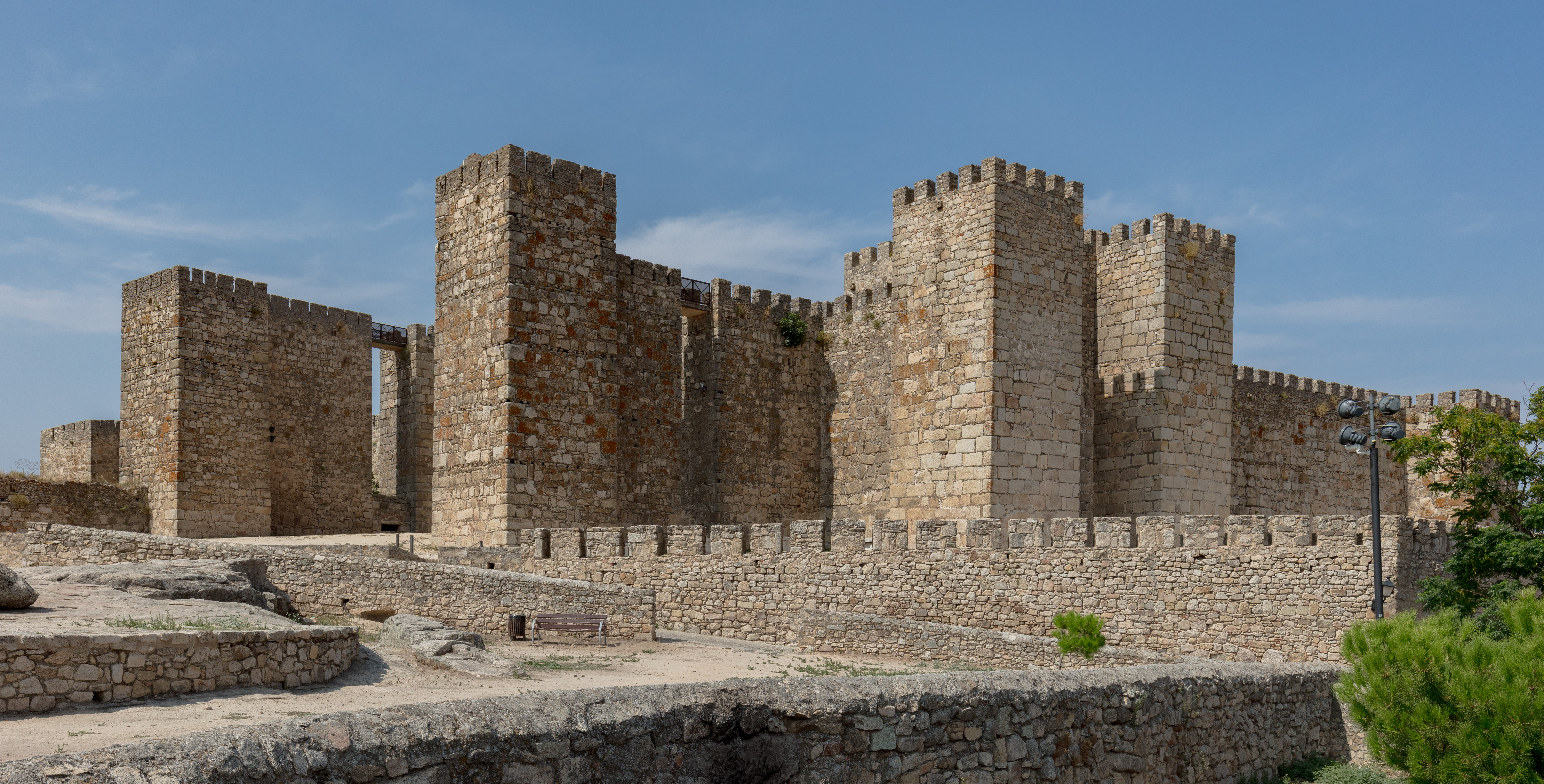
Le château.
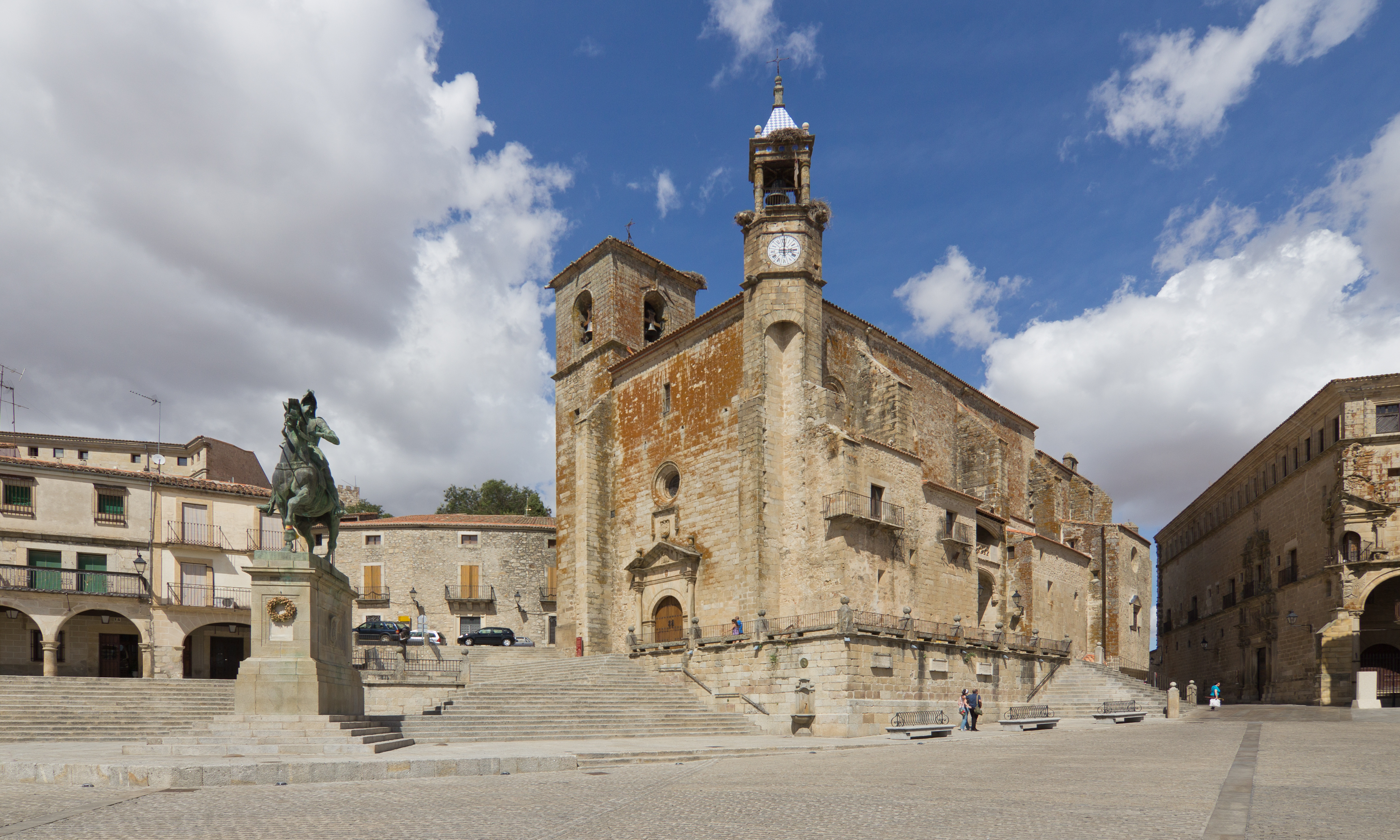
La plaza Mayor, avec l'église Saint-Martin et la statue équestre de Pizarro.
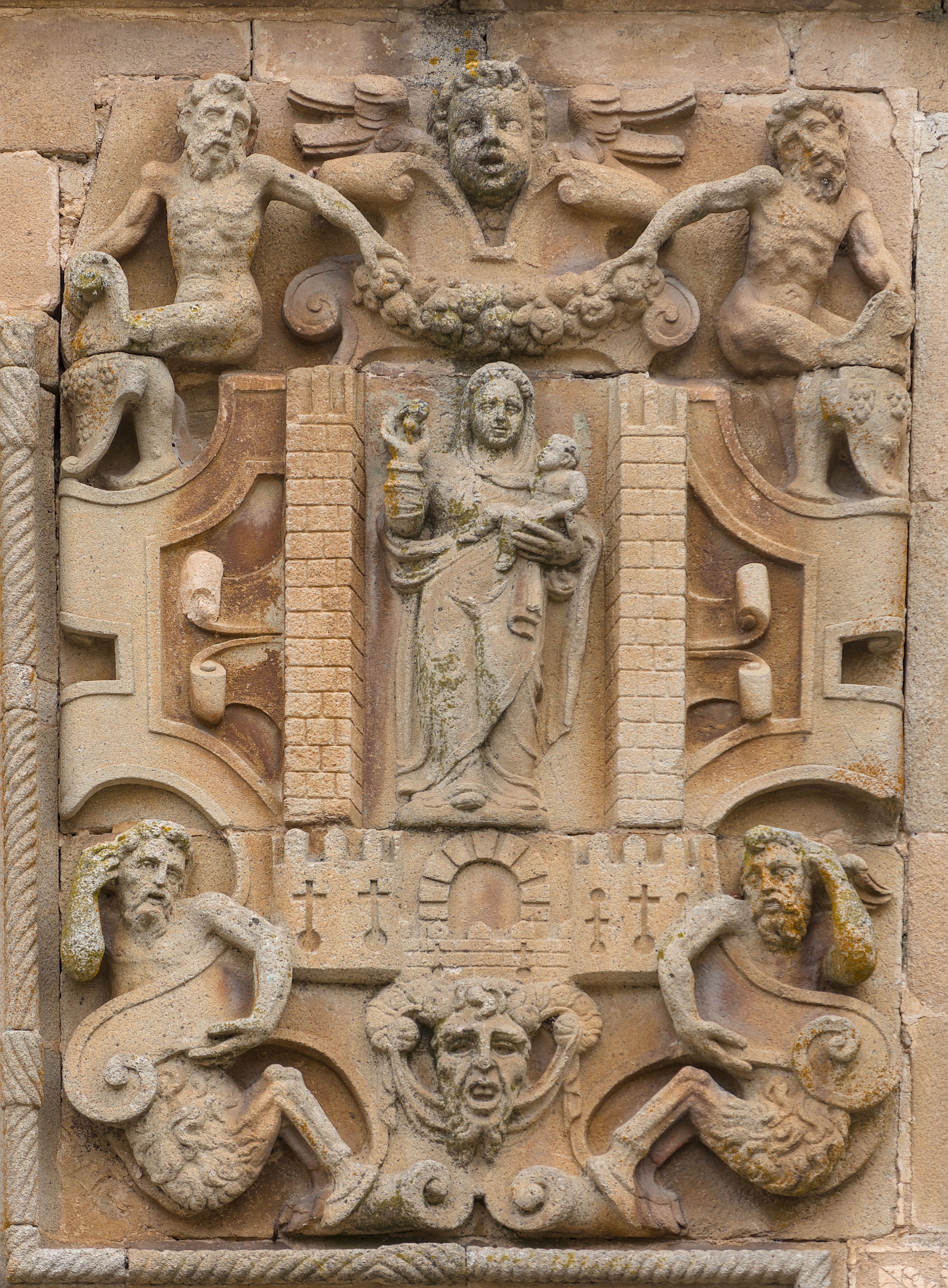
Armoiries sur la façade de l'église Saint-François.
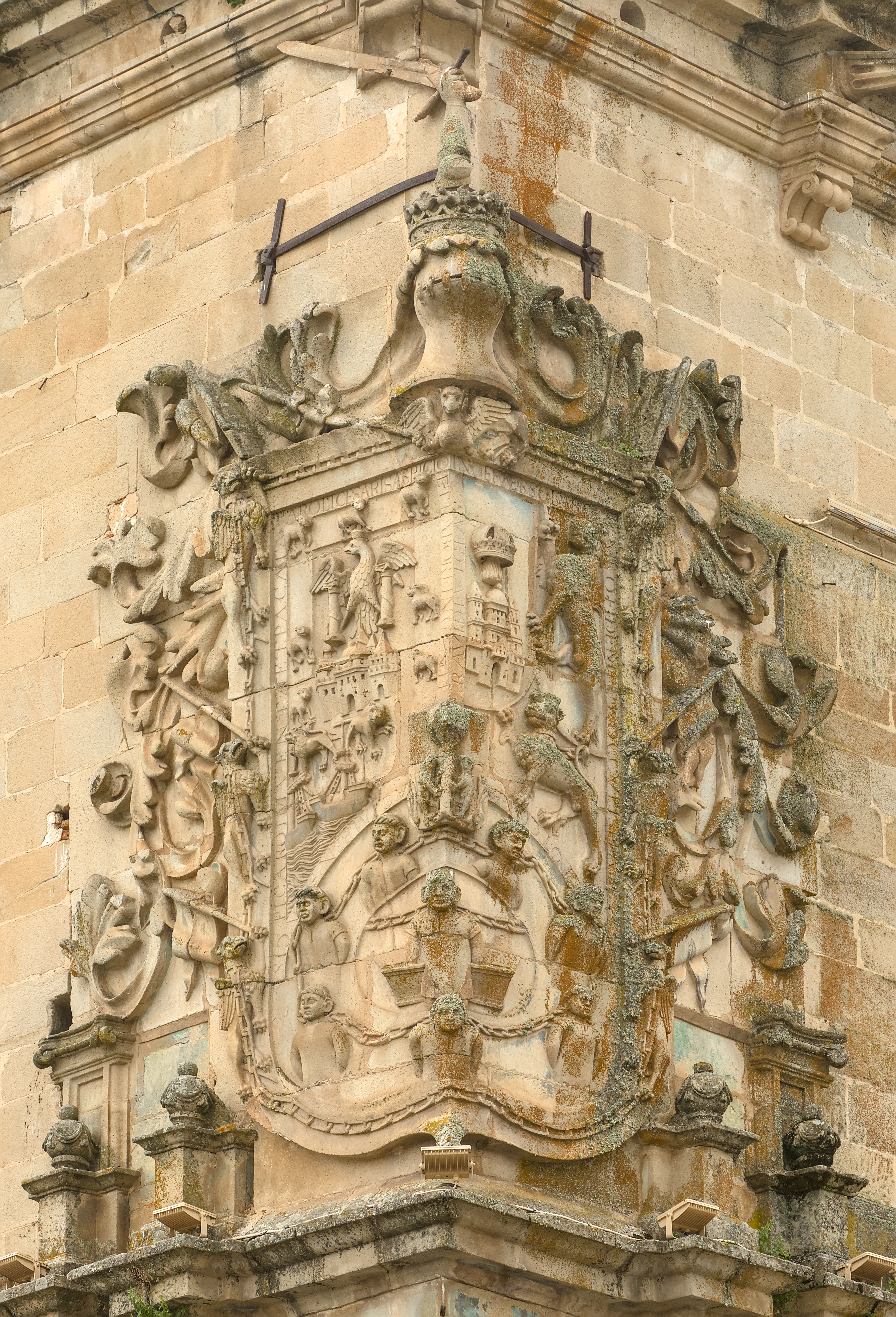
Armoiries à l'angle de la façade du palais de la Conquista.
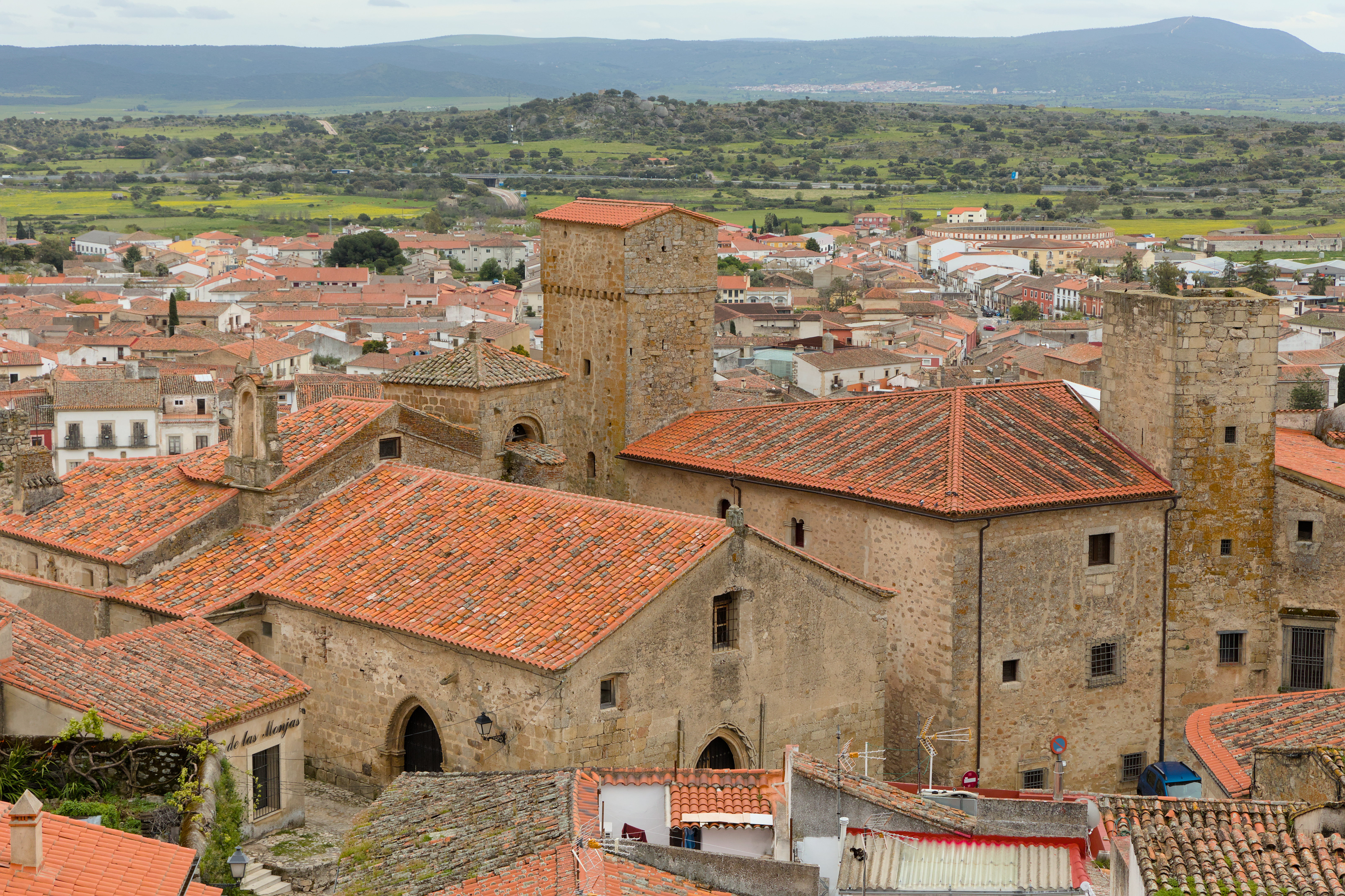
Vue du centre ancien depuis l'église Saint-Marie la Majeure.

## Démographie
Population : 9 406 habitants (recensement INE de 2004),

## Personnalités liées à la commune
- C'est la ville natale du conquistador Francisco Pizarro dont la statue équestre se dresse sur la Plaza Mayor.
- Francisco de las Casas, conquistador, est né dans la commune.
- Francisco de Orellana, conquistador, est né dans la commune.
- Diego García de Paredes, militaire espagnol.

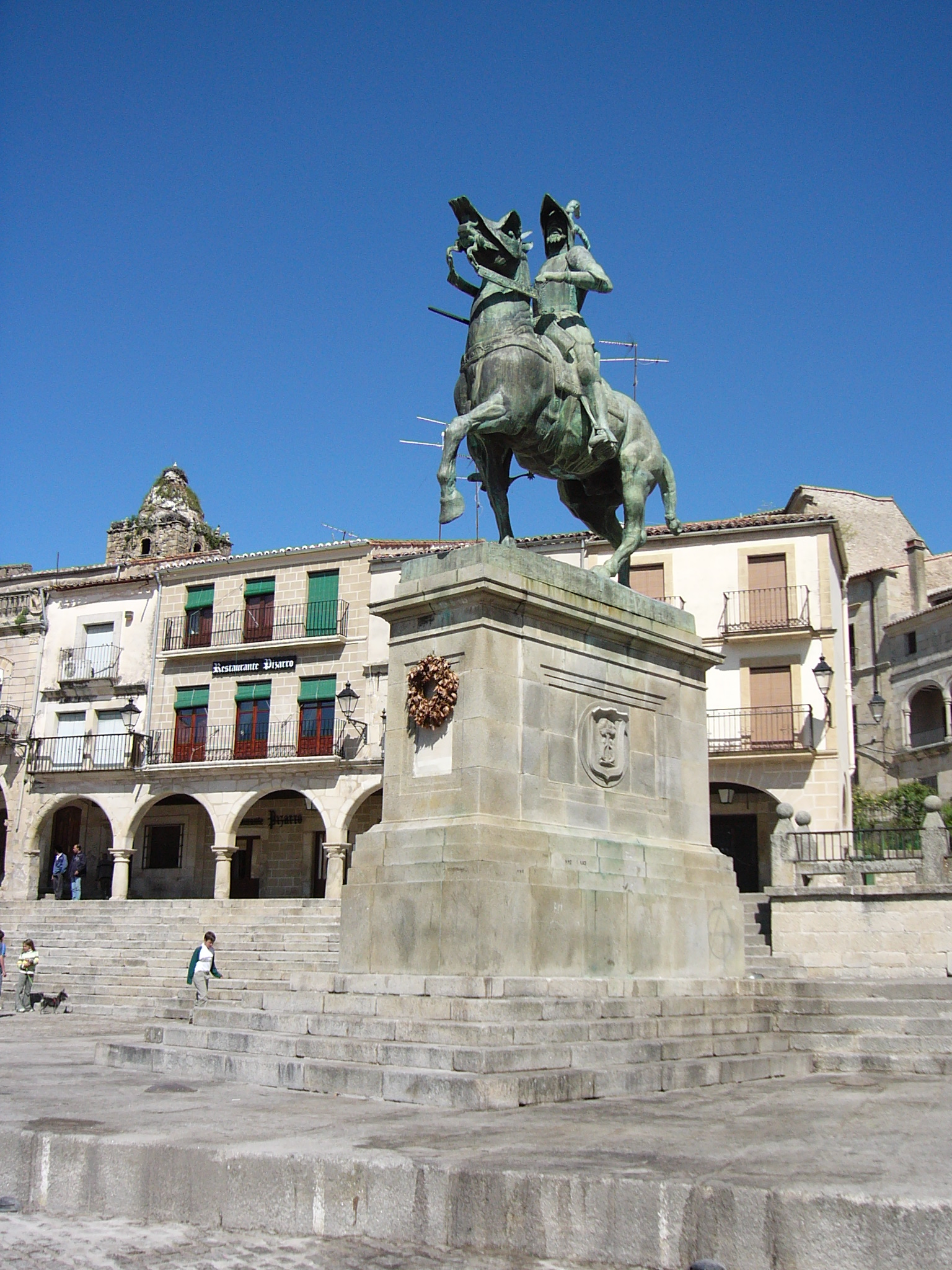
Statue de Pizarro à Trujillo